# Beach Boys' Party!
Beach Boys' Party! (укр. Вечірка «Біч Бойз»!) — десятий студійний альбом американського рок-гурту The Beach Boys (i третій виданий у 1965 році), представлений 8 листопада 1965 року. Платівка досягла № 6 у хіт-параді США і пробула у чартах загалом 24 тижні, проте так і не стала золотою; у Великій Британії альбом досяг № 3 у березні 1966 року.

## Огляд
Записаний наживо у студії із використанням акустичних гітар, бас-гітари й бонгів. Пізніше було накладено різноманітні шуми (балачки, сміх, крики) для надання альбому атмосфери вечірки. Таким чином альбом було представлено як акустичний концерт, записаний нібито під час вечірки в колі друзів.
На платівці зібрані кавер-версії улюблених пісень The Beach Boys (пісні The Beatles, Філа Спектора, Боба Ділана тощо).
Початково випуск синглів з цього альбому на планувався, але коли ді-джеї по всій країні почали транслювати запальну «Barbara Ann», Capitol Records нашвидку видала сингл із цією піснею, що стала № 2 у США й № 3 у Великій Британії.

## Список композицій
1. «Hully Gully» (Фред Сміт/Кліфф Голдсміт) — 2:22
  - Соліст — Майк Лав
2. «I Should Have Known Better» (Джон Леннон/Пол Маккартні) — 1:40
  - Солісти — Карл Вілсон і Ал Джардін
3. «Tell Me Why» (Джон Леннон/Пол Маккартні) — 1:46
  - Солісти — Карл Вілсон і Ал Джардін
4. «Papa-Oom-Mow-Mow» (Карл Вайт/Ал Фрейзер /Сонні Гарріс/Тернер Вілсон мол.) — 2:18
  - Солісти — Браян Вілсон, Майк Лав (бас)
5. «Mountain of Love» (Гарольд Дормен) — 2:51
  - Соліст — Майк Лав
6. «You've Got to Hide Your Love Away» (Джон Леннон/Пол Маккартні) — 2:56
  - Соліст — Денніс Вілсон
7. «Devoted to You» (Будло Баянт) — 2:13
  - Солісти — Браян Вілсон і Майк Лав
8. «Alley Oop» (Даллас Фрейзер) — 2:56
  - Соліст — Майк Лав
9. «There's No Other (Like My Baby)» (Філ Спектор/Лерой Бейтс) — 3:05
  - Соліст — Браян Вілсон
10. «Попурі: I Get Around/Little Deuce Coupe» (Браян Вілсон/Майк Лав/Роджер Крістіан) — 3:12
  - Солісти — Денніс, Майк, Браян, Ал, Карл
11. «The Times They Are a-Changin'» (Боб Ділан) — 2:23
  - Соліст — Ал Джардін
12. «Barbara Ann» (Фред Фассерт) — 3:23
  - Солісти — Браян Вілсон і Дін Торренс (з гурту Jan and Dean)

## Сингли
- «The Little Girl I Once Knew» (не увійшла в альбом)/ «There's No Other (Like My Baby)» (Capitol 5540), 8 листопада 1965, № 20
- «Barbara Ann»/«Girl Don't Tell Me» (з Summer Days (And Summer Nights!!) (Capitol 5561), 20 грудня 1965, № 2 у США; № 3 у Великій Британії.